# Волгоградський державний університет
Волгоградський державний університет  (рос. Волгоградский государственный университет) — класичний заклад вищої освіти в російському Волгограді, заснований у 1980 році.
Член Асоціації класичних університетів Росії.

## Історія
У 1972 році Волгоградським обласним комітетом КПРС було прийнято рішення про необхідність створення в обласному центрі державного університету.
21 червня 1974 року вийшла постанова Ради Міністрів СРСР № 510 про організацію у Волгограді державного університету. 30 жовтня того ж року вийшов Наказ Міністерства вищої і середньої спеціальної освіти РРФСР № 469 про організацію Волгоградського державного університету.
Відкриття закладу відбулося в 1980 році. Тоді ж на факультет природничих і гуманітарних наук за 5 спеціальностями вступили перші 250 студентів.
Надалі були створені 10 інститутів, наукова бібліотека, 21 науково-освітній центр, наукове видавництво, навчання здійснювалося за 182 освітніми програмами. Запрацювали філії у Волзькому та Урюпінську.
Станом на 2012 рік університет випустив 40 000 фахівців, за різними напрямками підготовки навчалися 12 000 студентів, аспірантів, докторантів, слухачів, працювало 1800 співробітників і викладачів.
Університет є Членом Євразійської асоціації університетів, Асоціації класичних університетів Росії, Міжнародної асоціації викладачів російської мови і літератури.
У 2014 і 2015 роках університет увійшов до списку кращих університетів країн BRIC (151 місце). Підтримуються партнерські відносини з Московським державним університетом імені М. В. Ломоносова, Санкт-Петербурзьким державним університетом, Кельнським університетом, Паризький університет.
У 2015 році університет відзначив своє 35-річчя, зарахувавши, на початку навчального року, понад 1 300 першокурсників. В кінці року відповідно до наказу Міністерства освіти і науки Російської Федерації від 30 грудня 2015 року №1558 «Про реорганізацію федерального державного автономного освітнього закладу вищої освіти «Волгоградський державний університет» і федерального державного бюджетного освітнього закладу вищої професійної освіти «Волгоградський державний соціально-педагогічний університет» до університету був приєднаний Волгоградський державний соціально-педагогічний університет. Проте за рік, 21 грудня 2016 року цей наказ був скасований.

## Структура

### Інститути та факультети
До структури університету входять 9 інститутів, утворених шляхом зміни статусу відповідних факультетів:
- Інститут економіки та фінансів
- Інститут філології та міжкультурної комунікації
- Інститут додаткової освіти
- Інститут історії, міжнародних відносин і соціальних технологій
- Інститут управління та регіональної економіки
- Інститут права
- Інститут математики та інформаційних технологій
- Інститут природничих наук
- Інститут пріоритетних технологій

### Філії
До структури університету входить Волзький гуманітарний інститут (м. Волзький).
Раніше функціонували Урюпинська філія ВолДУ (Урюпінськ), закрита у 2015 році, факультети в містах Калач-на-Дону, Михайлівка, Фролово, Ахтубінськ, які ліквідовані у ході реформи з ліквідації заочних філій університету, яка проведена адміністрацією Волгоградської області.